# Мелая (комуна)
Мелая (рум. Mălaia) — комуна у повіті Вилча в Румунії. До складу комуни входять такі села (дані про населення за 2002 рік):
- Мелая (1115 осіб)
- Селіштя (302 особи)
- Чунджету (513 осіб)

Комуна розташована на відстані 191 км на північний захід від Бухареста, 37 км на північний захід від Римніку-Вилчі, 115 км на північ від Крайови, 126 км на захід від Брашова.

## Населення
За даними перепису населення 2002 року у комуні проживали 1930 осіб.
Національний склад населення комуни:
| Національність | Кількість осіб | Відсоток |
| -------------- | -------------- | -------- |
| румуни         | 1928           | 99,9%    |
| угорці         | 2              | 0,1%     |

Рідною мовою назвали:
| Мова      | Кількість осіб | Відсоток |
| --------- | -------------- | -------- |
| румунська | 1928           | 99,9%    |
| угорська  | 2              | 0,1%     |

Склад населення комуни за віросповіданням:
| Релігія       | Кількість осіб | Відсоток |
| ------------- | -------------- | -------- |
| православні   | 1920           | 99,5%    |
| римо-католики | 5              | 0,3%     |
| адвентисти    | 4              | 0,2%     |
| бретрени      | 1              | 0,1%     |